# The Originals (5.ª temporada)
A quinta temporada da série de televisão The Originals foi anunciada oficialmente pela The CW em 10 de maio de 2017. A temporada teve sua estreia programada para 18 de abril de 2018. É a última temporada da série, confirmada na época pela produtora executiva Julie Plec em seu perfil oficial no Twitter.
Em 11 de maio de 2018, a The CW anunciou um spin-off de The Originals intitulado Legacies, com estreia prevista para o segundo semestre de 2018 no canal norte-americano. A Julie Plec manteve-se como produtora executiva do novo show junto com Brett Matthews, Leslie Morgenstein e Gina Girolamo. Os atores Matt Davis e Danielle Rose Russell foram confirmados no elenco regular da série. De acordo com o ator Daniel Gillies, o décimo segundo episódio da temporada, "The Tale Of Two Wolves" serve como episódio "piloto backdoor" para Legacies.
Assim como a quarta temporada, o quinto ano de The Originals não foi lançado em DVD no Brasil, embora que sua dublagem estivesse pronta, sendo lançada em mercado nacional apenas no dia 19 de junho de 2020 através da plataforma de streaming Globoplay.

## Produção
A série foi renovada para uma nova temporada em maio de 2017 pelo canal The CW, com estreia programada para 18 de abril de 2018, na mid-season norte-americana, com exibição às quartas-feiras no canal.
É a primeira temporada da série sem conter Michael Narducci como showrunner, sendo substituído por Jeffrey Lieber. É também a primeira temporada contendo Steven Krueger e Danielle Rose Russell no elenco regular. 
Os atores Matt Davis, Candice King e Demetrius Bridges de The Vampire Diaries participam da temporada em seus respectivos personagens da série original.

## Elenco

### Regular
- Joseph Morgan como Niklaus "Klaus" Mikaelson
- Daniel Gillies como Elijah Mikaelson
- Phoebe Tonkin como Hayley Marshall-Kenner 1
- Charles Michael Davis como Marcellus "Marcel" Gerard
- Yusuf Gatewood como Vincent Griffith
- Riley Voelkel como Freya Mikaelson
- Steven Krueger como Joshua "Josh" Rosza  2
- Danielle Rose Russell como Hope Andrea Mikaelson / The Hollow

* ↑1  Phoebe Tonkin é creditada como Regular apenas nos episódios 1, 6, 8, 11 (flashback), 12 & 13 (espírito). 

* ↑2  Steven Krueger é creditado como Regular até o episódio 11.

### Recorrente
- Claire Holt como Rebekah Mikaelson
- Nathaniel Buzolic como Kol Mikaelson
- Christina Moses como Keelin Malraux
- Jaime Murray como Antoinette Sienna
- Jedidiah Goodacre como Roman Sienna
- Nadine Lewington como Greta Sienna
- Shiva Kalaiselvan como Ivy
- Torrance Coombs como Declan
- Alexis Louder como Lisina

### Convidado
- Colin Woodell como Aiden L. (espírito/imagem)
- Nathan Parsons como Jackson "Jack" Kenner (espírito/imagem)
- Nicholas Alexander como Henry Benoit
- Summer Fontana como Hope Mikaelson (7 anos) (flashback)
- Jamie Thomas King como August Müller
- Robert Baker como Emmett
- Allison Gobuzzi como Elizabeth "Lizzie" Saltzman
- Bella Samman como Josette "Josie" Saltzman
- Aria Shahghasemi como Landon Kirby
- Nina Dobrev como Katherine Pierce / Katerina Petrova (imagem)
- Sebastian Roché como Mikael (alucinação)
- Nishi Munshi como Gia (imagem)

### Participação Especial
- Candice King como Caroline Forbes[9]
- Matt Davis como Alaric J. "Ric" Saltzman
- Demetrius Bridges como Dorian Williams
- Danielle Campbell como Davina Claire
- Leah Pipes como Camille O'Connell (alucinação)

## Episódios
| Episódio # | Título original (Título no Brasil)                                                      | Dirigido por          | Escrito por                                                       | Estreia original     | Audiência nos EUA (em milhões) |
| --- | --------------------------------------------------------------------------------------- | --------------------- | ----------------------------------------------------------------- | -------------------- | ------------------------------ |
| 1 | "Where You Left Your Heart (Onde Você Deixou Seu Coração)"                              | Lance Anderson        | Marguerite MacIntyre                                              | 18 de abril de 2018  | 0.97                           |
| Desesperada para ver seu pai Klaus depois de sete anos, Hope toma medidas drásticas para trazer seu pai de volta a Nova Orleans. Hayley tenta minimizar as consequências das ações de Hope, mas não antes que as notícias sobre o que ela fez se espalhem pela cidade. Enquanto isso, a culpa de Freya por não ser capaz de reunir sua família fica no caminho de sua felicidade com Keelin e Rebekah luta contra sua incapacidade de se comprometer com Marcel. Finalmente, lutando sem Elijah ao seu lado, os assassinatos de Klaus em toda a Europa o leva a um inesperado encontro com Caroline Forbes.                                                                      |                                                                                         |                       |                                                                   |                      |                                |
| 2 | "One Wrong Turn On Bourbon (Um Rumo Errado Na Rua Bourbon)"                             | Carol Banker          | Carina Adly MacKenzie                                             | 25 de abril de 2018  | 1.03                           |
| Quando um misterioso desaparecimento direciona Klaus de volta à Nova Orleans, Hope aguarda ansiosamente a perspectiva de ver seu pai novamente. No entanto, quando a magia negra que vem mantendo eles separados começa a manifestar-se de modo perigoso por toda cidade, Vincent pede ajuda de Ivy em busca de orientação sobre o que isso pode significar. Em outros lugares, Marcel, retorna à Nova Orleans em meio a crescente tensão existente entre as facções sobrenaturais, enquanto Freya toma uma decisão sobre seu futuro com Keelin. Por fim, a visita surpresa de Roman no complexo dos Mikaelson força Freya a revelar algumas verdades escuras sobre sua família. |                                                                                         |                       |                                                                   |                      |                                |
| 3 | "Ne Me Quitte Pas (Não Me Abandone)"                                                    | Joseph Morgan         | K.C. Perry & Michelle Paradise                                    | 2 de maio de 2018    | 0.90                           |
| Em consequência imediata de ter suas memórias apagadas por Marcel, Elijah acorda encontrando-se no meio do nada e sem pista alguma de quem ele é. Incapaz de controlar seus instintos de vampiro, Elijah depara-se com Antoinette, uma vampira bonita e de espírito livre, que ajuda-o a navegar sua nova vida. No entanto, um encontro com Klaus ameaça destruir a paz que ele finalmente conseguiu. |                                                                                         |                       |                                                                   |                      |                                |
| 4 | "Between The Devil And The Deep Blue Sea (Entre O Diabo E O Profundo Mar Azul)"         | Michael Grossman      | Beau DeMayo & Kyle Arrington                                      | 9 de maio de 2018    | 0.76                           |
| Frustrado por não ter progresso em sua busca por Hayley, Klaus aumenta a tensão fazendo reféns de cada uma das três facções sobrenatuais de Nova Orleans. Freya vai à Mystic Falls visitar Hope, que foi mandada de volta à Escola Salvatore. Vincent procura orientação de Ivy depois de descobrir que o comportamento errático de Klaus está aumentando. |                                                                                         |                       |                                                                   |                      |                                |
| 5 | "Don't It Just Break Your Heart (Não Basta Quebrar Seu Coração)"                        | Jeffrey W. Byrd       | Jeffrey Lieber (roteiro), Bianca Sams & Jeffrey Lieber (história) | 16 de maio de 2018   | 0.80                           |
| Uma misteriosa pista leva Klaus a ficar a um passo de encontrar Hayley. Antoinette se abre à Elijah depois de seu passado voltar a assombrá-la. Enquanto isso, Marcel toma uma decisão que o coloca em desacordo com Klaus. Finalmente, Hope toma o assunto por conta própria para consertar a bagunça que ela criou. |                                                                                         |                       |                                                                   |                      |                                |
| 6 | "What, Will, I, Have, Left (O Que, Eu, Terei, Deixado)"                                 | Charles Michael Davis | Marguerite MacIntyre                                              | 30 de maio de 2018   | TBA                            |
| Depois de descobrir como salvar e ter Hayley de volta, Hope entra em uma missão perigosa para acabar o que ela mesma começou. Klaus pede ajuda de Caroline quando ele descobre o plano de Hope. Vincent e Freya discutem se devem ou não envolver Declan nos segredos sobrenaturais de Nova Orleans. |                                                                                         |                       |                                                                   |                      |                                |
| 7 | "God's Gonna Trouble The Water (Deus Vai Agitar A Água)"                                | Carl Seaton           | Julie Plec & Bianca Sams                                          | 6 de junho 2018      | TBA                            |
| Ivy revela algumas surpreendentes notícias à Klaus a respeito da magia negra que o mantém separado de sua família. Elijah volta-se à aliados inesperados para salvar a vida de Antoinette. |                                                                                         |                       |                                                                   |                      |                                |
| 8 | "The Kindness Of Strangers (A Bondade De Estranhos)"                                    | Kellie Cyrus          | Beau DeMayo & Carina Adly MacKenzie                               | 13 de junho de 2018  | TBA                            |
| Quando questões urgentes surgem em Nova Orleans, os irmãos Mikaelson se veêm forçados a deixar de lado suas diferenças e trabalharem em conjunto para escapar do plano astral. |                                                                                         |                       |                                                                   |                      |                                |
| 9 | "We Have Not Long To Love (Não Temos Muito Que Amar)"                                   | Bethany Rooney        | K.C. Perry & Michelle Paradise                                    | 20 de junho de 2018  | TBA                            |
| Enquanto Vincent, Marcel e Josh trabalham para limpar a cidade, um levante de vampiros puristas leva as facções sobrenaturais a um confronto mortal. A tentativa de Hope de unir sua família de volta a deixa lutando com as consequências. Por fim, Freya toma uma decisão que muda sua vida. |                                                                                         |                       |                                                                   |                      |                                |
| 10 | "There In The Disappearing Light (Lá Na Luz Desaparecida)"                              | Daniel Gillies        | Eva McKenna‏ & Jeffrey Lieber                                      | 11 de julho de 2018  | TBA                            |
| Klaus ajuda Hope a lidar com a dor dela de um modo não convencional. Uma figura do passado de Elijah volta solicitando sua ajuda. Em outros lugares, Marcel assume os caminhantes da noite, enquanto Vincent lida com as consequências de uma decisão fatídica. |                                                                                         |                       |                                                                   |                      |                                |
| 11 | "Til The Day I Die (Até O Dia Que Eu Morrer)"                                           | Geoff Shotz           | Kyle Arrington & Marguerite MacIntyre                             | 18 de julho de 2018  | TBA                            |
| Klaus procura Davina solicitando ajuda a fim de aprender mais sobre a misteriosa aflição que está afetando Hope. No dia de seu casamento, Freya e Keelin fazem uma dura decisão sobre seu futuro juntas, enquanto Elijah é forçado a confrontar uma memória antiga de Hayley. Por fim, a crescente curiosidade de Declan sobre os segredos sobrenaturais da cidade faz com que Marcel intervenha-o. |                                                                                         |                       |                                                                   |                      |                                |
| 12 | "The Tale Of Two Wolves (O Conto Dos Dois Lobos)"                                       | Rudy Persico          | Carina Adly MacKenzie & Julie Plec                                | 25 de julho de 2018  | TBA                            |
| Com Hope enfrentando uma aflição vital e deteriorando-se rapidamente, Klaus viaja à Mystic Falls a procura da ajuda de Caroline. Atarefado mantendo-se preocupado com Hope em Mystic Falls, Elijah faz uma difícil realização sobre sua sobrinha. Enquanto isso, na Escola Salvatore para Jovens Dotados, uma reunião com Alaric faz com que o plano de Klaus venha a ter uma solução. |                                                                                         |                       |                                                                   |                      |                                |
| 13 | "When The Saints Go Marching In (Quando Os Santos Estiverem Marchando) (Series Finale)" | Lance Anderson        | Julie Plec (história) & Jeffrey Lieber (teleplay)                 | 01 de agosto de 2018 | TBA                            |
| Na intenção de salvar a vida de Hope, o plano de Klaus mudará a vida da família Mikaelson para sempre. |                                                                                         |                       |                                                                   |                      |                                |